# Sfântul Mina
Sfântul Mina (n. 285 d.Hr., Memphis, Al Jizah, Egipt – d. 309 d.Hr., Frigia, Turcia) este unul dintre cei mai cunoscuți sfinți egipteni din religia creștină.
Mina a fost un soldat egiptean în armata romană, martirizat pentru că a refuzat să-și retracteze credința creștină. Data comună a comemorării sale este 11 noiembrie.